# 플랑크토스파이라 펠라기카
플랑크토스파이라 펠라기카(학명: Planctosphaera pelagica)는 반삭동물문의 부구강(浮球綱)에 속하는 반삭동물이다. 부구류는 플랑크토스파이라 펠라기카(Planctosphaera pelagica)라는 부유성 유생만이 알려져 있다. 투명한 구형의 부유성 동물로 지름이 보통 100mm 정도이다. 가장 큰 것은 지름이 25mm인 것도 알려져 있다.